# Félix Torres Rodríguez
Félix Ricardo Torres Rodríguez (Assunção, 28 de abril de 1964) é um ex-futebolista profissional paraguaio, que atuava como atacante.

## Carreira
Félix Torres fez parte do elenco da Seleção Paraguaia de Futebol da Copa América de 1987 e 1989